# Eriocaulon cinereum
Eriocaulon cinereum là một loài thực vật có hoa trong họ Cỏ dùi trống. Loài này được R.Br. mô tả khoa học đầu tiên năm 1810.